# Michael Romberg
Michael (Michal) Borisovič Romberg (18. dubna 1918 Poltava, Ukrajina – 15. června 1982 Praha) byl československý malíř, ilustrátor, grafik, typograf, scénograf, kostýmní výtvarník a pedagog ruského původu.

## Život
Michael Romberg se narodil v Poltavě na Ukrajině, kam se jeho rodiče (oba výtvarníci) přestěhovali z Petrohradu. Roku 1925 celá rodina emigrovala do Československa do Mukačeva na Podkarpatskou Rus. Michaila nechali rodiče zapsat do Ruského gymnázia s internátem a přípravnými třídami na úrovni základní školy v Moravské Třebové. Roku 1935 odjel Michail do Prahy, aby zde pod vedením profesorů Zdeňka Kratochvíla a Františka Kysely studoval na Umělecko-průmyslové škole, kterou zakončil maturitou roku 1941. Během studií se stýkal s emigrantským ruským prostředím, věnoval se ikonografii a podílel se na freskové výzdobě pravoslavné kaple Zesnutí přesvaté Bohorodice v Praze na Olšanských hřbitovech a na restaurátorských pracích v pravoslavném Chrámu svatého Petra a Pavla v Karlových Varech.
Roku 1944 odjel na Slovensko a zúčastnil se Slovenského národního povstání. Později působil v partyzánském odboji na Příbramsku a pomáhal Rudé armádě při osvobozování Československa. V létě roku 1945 se však dostal do transportu do Sovětského svazu. V Budapešti se mu ale podařilo uprchnout a pak se nějaký čas skrýval v Brně.
Po roce 1945 přerušil Michail většinu styků s ruským emigrantským prostředím a snažil se splynout s prostředím českým (podepisoval se například jako Michal). Intenzivně se věnoval knižním ilustracím a v průběhu dalších let ilustroval více než dvě stě titulů především od ruských autorů, ale i od českých klasiků, dále pohádkových knih, knih s folklórní tematikou a také učebnic ruštiny i hudební výchovy. Jeho ilustrační tvorba vychází z ruského lidového umění a z avantgardní grafiky 20. let.
Roku 1950 se oženil s malířkou Dagmar Kunzovou, která s ním později spolupracovala na grafické úpravě knih. Od roku 1952 začal spolupracovat s Národním divadlem v Praze jako scénograf a kostýmní výtvarník a od roku 1957 také s filmem a později i s televizí. Začal působit jako pedagog na katedře scénografie na Divadelní fakultě Akademie múzických umění (DAMU) v Praze u profesora Františka Tröstera. Roku 1968 byl jmenován docentem kostýmního výtvarnictví a po smrti profesora Tröstera se stal na DAMU vedoucím katedry scénického výtvarnictví.
V oblasti výstavnictví se podílel například na Výstavě slovenského folklóru v Praze, Československého folklóru v Bernu a na výtvarném řešení expozic na brněnských veletrzích. Ve spolupráci s profesorem Vladimírem Sychrou vytvořil gobelíny pro slavnostní síň Karolina. Jako ilustrátor získal celkem šestkrát ocenění v československé soutěži o Nejkrásnější knihu roku.

## Z knižních ilustrací

### Česká literatura
- Nina Bonhardová: Královský úděl (1977).
- František Ladislav Čelakovský: Ohlas písní ruských; Ohlas písní českých (1970).
- Rudolf Luskač: Číhající stíny (1965).
- Jan Pilař: Krysař (1978).
- Karel Plicka: Doma (1962).
- Bohumil Říha: A zbyl jen meč (1980).
- Bohumil Říha: O třech penízích a jiné povídky (1972).
- Antonín Trýb: Císař chudých (1978).
- Zikmund Winter: Panečnice (979).

### Světová literatura
- Čingiz Ajtmatov: Strakatý pes na břehu moře (1978).
- Hans Christian Andersen: Cínový vojáček (1970).
- Alexandr Alexandrovič Blok: Dvanáct; Skythové (1957).
- Johan Fabricius: Tonek z Napoleonovy armády (1981).
- Nikolaj Vasiljevič Gogol: Mrtvé duše (1985).
- Nikolaj Vasiljevič Gogol: Petrohradské povídky (1963).
- Nikolaj Vasiljevič Gogol: Taras Bulba (1966).
- Sergej Jesenin: Anna Sněgina (1972).
- Miroslav Krleža: Ďáblův ostrov (1959).
- Nikolaj Semjonovič Leskov: Kouzelný peníz (1963).
- Nikolaj Semjonovič Leskov: Očarovaný poutník (1962).
- Vladimír Majakovskij: Vladimír Iljič Lenin (1987).
- Nikolaj Alexejevič Někrasov: Ruské ženy (1949).
- Michail Michajlovič Prišvin: Facelie 1965).
- Alexandr Sergejevič Puškin: Měděný jezdec a jiné básně (1976).
- John Reed: Deset dnů, které otřásly světem (1962).
- Slovo o pluku Igorově (1977).
- Vasilij Šukšin:  Milpardon, madam (1981).
- Lev Nikolajevič Tolstoj: Vojna a mír (1949).
- Zlatá listina: lidové pohádky o Vladimíru Iljičovi Leninovi (1974).